# Roberto Giontella
Roberto Giontella (Roma, 13 luglio 1961 – Firenze, 18 gennaio 1999) è stato un meteorologo e militare italiano,  nel grado di Maggiore dell'Aeronautica Militare assegnato al Servizio Meteorologico dell'Aeronautica Militare.

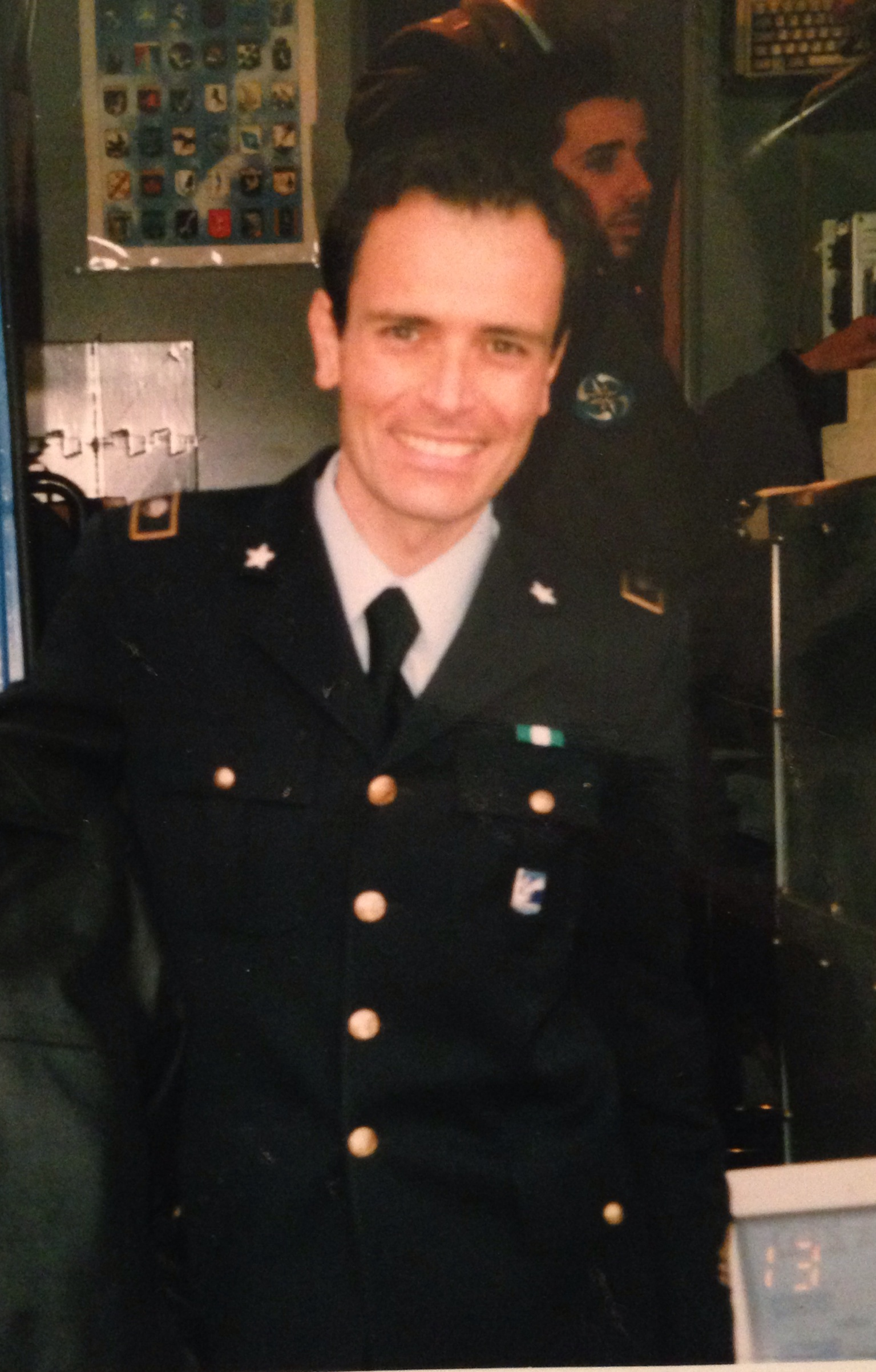
Roberto Giontella nel 1998

Dopo la maturità scientifica, entrò giovanissimo nel mondo aeronautico divenendo Ufficiale meteorologo. Divenne celebre al pubblico radiofonico e televisivo per aver curato la diffusione delle informazioni meteorologiche nazionali in RAI, nei programmi Meteo2 e Uno Mattina. È scomparso prematuramente a Firenze nel 1999, a soli 37
anni. 
La città di Guidonia Montecelio, dove risiedeva, lo ha ricordato dedicando un parco in sua memoria . 
A lui è inoltre intitolato un premio per ragazzi studenti delle Scuole Superiori, organizzato annualmente dal Liceo Scientifico Ettore Majorana nella stessa Guidonia , nonché l'Aula Magna, e dal 2001 la Sezione dell'Associazione Arma Aeronautica di Guidonia porta il suo nome.